# Cerceis granulata
Cerceis granulata is een pissebed uit de familie Sphaeromatidae. De wetenschappelijke naam van de soort is voor het eerst geldig gepubliceerd in 1954 door Pillai.